# Detlef Lewe
Detlef Lewe, född den 20 juni 1939 i Dortmund, Tyskland, död 1 oktober 2008 i München, Tyskland, är en tysk och därefter västtysk kanotist.
Han tog OS-silver i C-1 1000 meter i samband med de olympiska kanottävlingarna 1968 i Mexico City.
Han tog därefter OS-brons på samma distans i samband med de olympiska kanottävlingarna 1972 i München.